# Красный Луч (Владимирская область)
Красный Луч (в прошлом Лачуга, или Лачуги) — деревня в Петушинском районе Владимирской области России. Входит в состав Нагорного сельского поселения.

## География
Деревня расположена на берегу реки Киржач в 17 км на северо-запад от города Покров и в 38 км на северо-запад от райцентра города Петушки.

## История
По разделу 3 января 1677 года деревней владел И. П. Савёлов.
В ревизских сказках 1—10 ревизий 1719—1858 годов называлось сельцом, но о господских домах упоминаний нет.
В конце XIX — начале XX века деревня называлась Лачуги и входила в состав Аргуновской волости Покровского уезда, с 1926 года — в составе Овчининской волости Александровского уезда.
В 1857 году в деревне числилось 67 дворов, 231 житель мужского пола, 264 женского.

В 1859 году — 79 дворов.

В 1905 году — 113 дворов.

В 1926 году — 123 двора.
В 1966 году указом Президиума Верховного совета РСФСР деревня Лачуги была переименована в Красный Луч.

### Административно-территориальная принадлежность
С 1929 года деревня являлась центром Лачужского сельсовета Киржачского района, с 1945 года — в составе Покровского района, с 1960 года — в составе Петушинского района, с 1966 года — в составе Санинского сельсовета, с 2005 года — в составе Нагорного сельского поселения.

## Население
| 1859 | 1905 | 1926 | 2002 | 2010 | 2021 |
| ---- | ---- | ---- | ---- | ---- | ---- |
| 509  | ↗659 | ↘584 | ↘42  | ↘36  | ↘17  |

## Инфраструктура
Личное подсобное хозяйство с зоной сельскохозяйственного использования, индивидуальная застройка усадебного типа.
Основа экономики — сельское хозяйство.

## Транспорт
Деревня доступна автомобильным и железнодорожным транспортом. Остановка общественного транспорта «Красный Луч» на автодороге 17К-14.
железнодорожная платформа 168 км на линии Орехово-Зуево — Бельково.